# 오르비에토
오르비에토(이탈리아어: Orvieto)는 이탈리아 움브리아주 테르니도에 위치한 코무네이며, 응회암으로 된 넓은 뷰트의 평평한 산 꼭대기에 있다. 이 도시 지역은 세로로 솟은 응회암 절벽 위에 있어서, 유럽에 가장 극적인 한 곳이며, 투파(Tufa)라고 불리는 같은 재질의 석제로 만든 성벽이 갖춰져 있다.

## 자매 도시
- 팔레스타인 베들레헴[1]
- 프랑스 지보르
- 일본 마에바시시
- 미국 에이컨
- 핀란드 세이네요키
- 몰타 케르쳄
- 프랑스 아비뇽